# Riu Tarn
El Tarn (del llatí tarnis, que significa "ràpid" o "encaixonat") és un riu del sud-oest de França, de 375 km de longitud. Afluent de la Garona, creua els departaments de Tarn i Tarn i Garona.

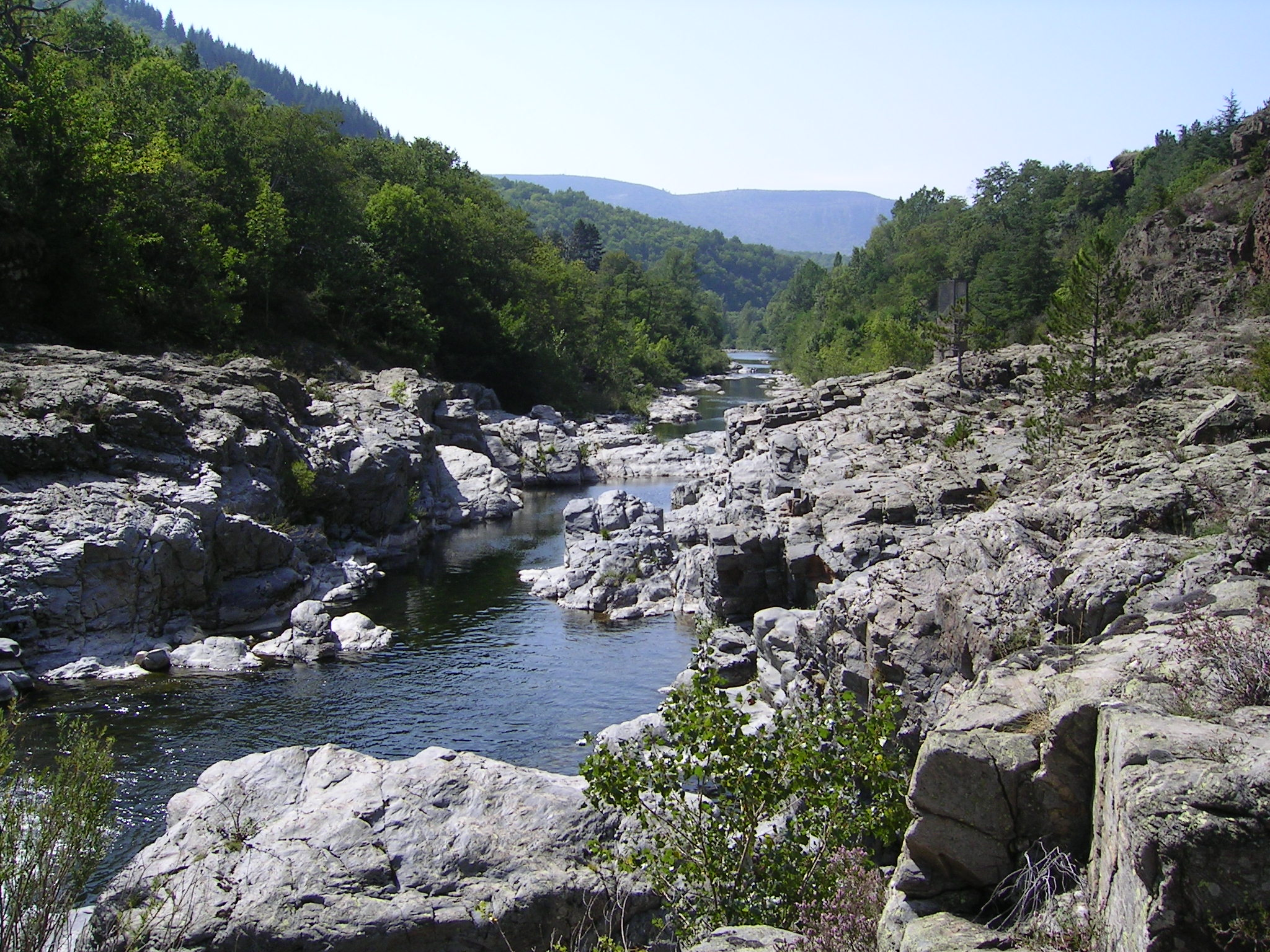
El Tarn prop de Cocurès

Aquest riu flueix en direcció sud-oest, ja des dels seus orígens a 1.550 msnm en el Mont Losera, a les muntanyes Cevenes, a través de tortuositats i sots fins a Sent Micolau de la Grava, prop de Moissac, on hi ha la seva confluència amb la Garona.
De cabal abundant té fortes crescudes, com la del 3 de març de 1930 que arrasà la seva conca mitjana i baixa amb 9,1 m d'altura a Albi, un cabal a Montalban de 6.100 m³/s i 11,5 m d'altura i a Moissac, després de rebre l'Avairon, va arribar a 8.000m³/s. Hi ha hagut altres riuades més recents el 8 de desembre de 1996 (9,43 m a Montalban i 6,09 m a Albi), el 7 de novembre de 1982 (9 m en Montalban i 7,45 m a Albi) i el 6 de novembre de 1994 (8,62 m a Montalban i 7,40 m a Albi).
El Tarn passa prop de les poblacions de Millau, Albi, Montalban i Moissac. Entre els afluents del Tarn, es pot citar el Tarnon, el Dourbie, l'Agout i l'Avairon.
El Viaducte de Millau, el pont més alt del món, permet que l'autopista A75 creui la vall del Tarn prop de Millau. es va inaugurar el desembre de 2004.

## Departaments i municipis que travessa
- Losera: Sainte-Enimie
- Avairon: Millau
- Tarn: Albi, Gaillac, Lisle-sur-Tarn, Rabastens, Saint-Sulpice
- Alta Garona: Bessières, Buzet-sur-Tarn, Villemur-sur-Tarn
- Tarn i Garona: Moissac, Montauban

## Principals afluents
| - el Valat des Chanals - el Rieumalet - el Rûnes o Rhûnes - el Briançon - el Tarnon - La Jonte | - La Dourbie - el Muze - el Dourdou de Camarès - el Cernon - l'Alrance - el Rance - el Lemboulas | - l'Agout - Sor - Laudot - el Lègue - el Tescou - l'Avairon - el Lumensonesque |